# アカデミー国際長編映画賞中国代表作品の一覧

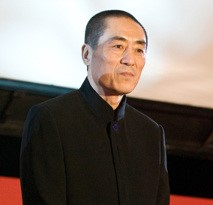
中国史上初の候補作『菊豆』（1990年）を監督したチャン・イーモウ。

中華人民共和国は、1979年に初めてアカデミー国際長編映画賞へ出品した。アカデミー国際長編映画賞はアメリカ合衆国の映画芸術科学アカデミー（AMPAS）が主催し、アメリカ合衆国以外の国で製作され、主要な会話が英語以外で占められた長編映画を対象としており、1956年度より設置されている。これまでに中華人民共和国からは20本以上の映画が出品されているが、2020年時点でノミネートに至ったのは『菊豆』（1990年）と『HERO』（2002年）の2作品のみであり、どちらもチャン・イーモウの監督作品である。
中華人民共和国、香港、台湾はそれぞれ別々にAMPASへ出品している。

## 代表作
1956年よりAMPASは外国語映画賞を設置し、各国のその年最高の映画を招待している。外国語映画賞委員会はプロセスを監視し、すべての応募作品を評価する。その後、委員会は5つのノミネート作品を決定するために秘密投票を行う。以下は中華人民共和国の代表作品の一覧である。
| 年 （授賞式）   | 日本語題                  | 出品時の英題                        | 原題             | 監督                                | 結果       |
| --------------- | ------------------------- | ----------------------------------- | ---------------- | ----------------------------------- | ---------- |
| 1979 （第52回） |                           | Effendi                             | 阿凡提           | 肖朗                                | 落選       |
| 1983 （第56回） | 北京の想い出              | My Memories of Old Beijing          | 城南旧事         | ウー・イゴン                        | 落選       |
| 1984 （第57回） | 人生                      | Life                                | 人生             | ウー・ティエンミン                  | 落選       |
| 1986 （第59回） | 孫文                      | Sun Yat Sen                         | 孫中山           | ティン・インナン                    | 落選       |
| 1987 （第60回） | 芙蓉鎮                    | Hibiscus Town                       | 芙蓉镇           | シェ・チン                          | 落選       |
| 1988 （第61回） | 紅いコーリャン            | Red Sorghum                         | 红高粱           | チャン・イーモウ                    | 落選       |
| 1989 （第62回） |                           | The Birth of New China              | 开国大典         | 李前寬                              | 落選       |
| 1990 （第63回） | 菊豆                      | Ju Dou                              | 菊豆             | チャン・イーモウ ヤン・フォンリャン | ノミネート |
| 1991 （第64回） |                           | New Year’s Day                      | 过年             | 黃健中                              | 落選       |
| 1992 （第65回） | 秋菊の物語                | The Story of Qiu Ju                 | 秋菊打官司       | チャン・イーモウ                    | 落選       |
| 1993 （第66回） |                           | Country Teachers                    | 凤凰琴           | ハー・チュン                        | 落選       |
| 1995 （第68回） | レッドチェリー            | Red Cherry                          | 红樱桃           | イエ・イン                          | 落選       |
| 1998 （第71回） | 蒼き狼 チンギス・ハーン   | Genghis Khan                        | 一代天骄成吉思汗 | サイフ、マイリース                  | 落選       |
| 1999 （第72回） |                           | Lover's Grief over the Yellow River | 黄河绝恋         | フォン・シャオニン                  | 落選       |
| 2000 （第73回） | きれいなおかあさん        | Breaking the Silence                | 漂亮妈妈         | スン・チョウ                        | 落選       |
| 2002 （第75回） | HERO                      | Hero                                | 英雄             | チャン・イーモウ                    | ノミネート |
| 2003 （第76回） | ヘブン・アンド・アース    | Warriors of Heaven and Earth        | 天地英雄         | ハー・ピン                          | 落選       |
| 2004 （第77回） | LOVERS                    | House of Flying Daggers             | 十面埋伏         | チャン・イーモウ                    | 落選       |
| 2005 （第78回） | PROMISE                   | The Promise                         | 无极             | チェン・カイコー                    | 落選       |
| 2006 （第79回） | 王妃の紋章                | Curse of the Golden Flower          | 满城尽带黄金甲   | チャン・イーモウ                    | 落選       |
| 2007 （第80回） |                           | The Knot                            | 云水谣           | 尹力                                | 落選       |
| 2008 （第81回） |                           | Dream Weavers: Beijing 2008         | 筑梦2008         | 顧筠                                | 落選       |
| 2009 （第82回） | 花の生涯〜梅蘭芳〜        | Forever Enthralled                  | 梅兰芳           | チェン・カイコー                    | 落選       |
| 2010 （第83回） | 唐山大地震                | Aftershock                          | 唐山大地震       | フォン・シャオガン                  | 落選       |
| 2011 （第84回） |                           | The Flowers of War                  | 金陵十三釵       | チャン・イーモウ                    | 落選       |
| 2012 （第85回） |                           | Caught in the Web                   | 搜索             | チェン・カイコー                    | 落選       |
| 2013 （第86回） |                           | Back to 1942                        | 一九四二         | フォン・シャオガン                  | 落選       |
| 2014 （第87回） |                           | The Nightingale                     | 夜莺             | フィリップ・ミュイル                | 落選       |
| 2015 （第88回） |                           | Go Away Mr. Tumor                   | 滚蛋吧！肿瘤君   | ハン・ヤン                          | 落選       |
| 2016 （第89回） | 大唐玄奘                  | Monk Xuanzang                       | 大唐玄奘         | フォ・ジェンチイ                    | 落選       |
| 2017 （第90回） | 戦狼 ウルフ・オブ・ウォー | Wolf Warrior 2                      | 战狼2            | ウー・ジン                          | 落選       |
| 2018 （第91回） |                           | Hidden Man                          | 邪不圧正         | チアン・ウェン                      | 落選       |
| 2019 （第92回） | ナタ転生                  | Ne zha                              | 哪吒之魔童降世   | チャオ・ジー                        | 落選       |
| 2020 （第93回） | 中国女子バレー            | Leap                                | 夺冠             | ピーター・チャン                    | 落選       |
| 2021 （第94回） | 懸崖の上                  | Cliff Walkers                       | 悬崖之上         | チャン・イーモウ                    | 落選       |
| 2022 （第95回） | 奇跡の眺め                | Nice View                           | 奇迹·笨小孩      | ウェン・ムーイエ                    | 落選       |